# Prozessionsspiel
Prozessionsspiele (auch Umgangsspiele) sind eine Art des geistlichen Spiels, die sich im Spätmittelalter entwickelten. Sie entstanden im Rahmen von Prozessionen an christlichen Festtagen. Die bedeutendste historische Form ist das Fronleichnamsspiel, das vorwiegend im britischen Kulturraum am Corpus-Christi-Fest aufgeführt wurde. Eine verwandte Art sind die italienischen Laude drammatiche (vgl. Lauda). Andere bis in die Gegenwart bekannte Beispiele sind der Lumeçon von Mons und das Zerbster Prozessionsspiel. Daneben existierten Paradies-, Weihnachts- und andere Legendenspiele zur Feier lokaler Heiliger.
Üblicherweise führte die Prozessionsgesellschaft eine – in England auch bei anderen Spielgelegenheiten typische – Wagenbühne mit. Aus den Tableaux vivants, die Bibel- oder Legendenszenen darstellten und damit den Gläubigen die Heilsgeschichte vermittelten, entwickelten sich kurze Dialogszenen, die an den Haltepunkten der Prozession gespielt wurden, etwa an den Stationen des Kreuzwegs. Zum Verständnis für die Gläubigen trugen die Darsteller symbolische Requisiten wie z. B. Isaak das Opferwerkzeug Schwert, Holz und Feuer; die Wagen waren mit aufwändigen Aufbauten in der Art eines Bühnenbildes gestaltet. Da Prozessionsspiele nicht als durchgehende dramatische Handlung abliefen, sondern thematische Einzelszenen zeigten, wurden die Rollen jeweils mehrfach besetzt, im Einzelfall bei zentralen Charakteren wie Maria und Christus sechs Mal und mehr.
Seit 1979 wurden von italienischen Immigranten in verschiedenen deutschen Städten, so etwa in Stuttgart-Bad Cannstatt, Bensheim, Saarlouis und Ulm/Neu-Ulm, Prozessionsspiele zu Karfreitag nach süditalienischem Muster neu eingeführt, die den Kreuzweg dramatisch ausgestalten.
Auch heute gibt es noch sogenannte Prozessionsspiele, jedoch finden diese nicht mehr auf Holzwägen statt, sondern entweder auf freiem Boden, oder auf eigens dafür aufgebauten Bühnen.  